# Station Bavay
Station Bavay (Frans: Gare de Bavay) was een spoorwegstation in Bavay. Het station was gelegen aan de lijnen Valenciennes-Faubourg-de-Paris - Hautmont en Escaudœuvres - Gussignies.
Het gebouw werd begin 2018 afgebroken.